# Nazionale maschile di calcio a 5 della Spagna
La nazionale maschile di calcio a 5 della Spagna è, in senso generale, una qualsiasi delle selezioni nazionali di Calcio a 5 della Real Federación Española de Fútbol che rappresentano la Spagna nelle varie competizioni ufficiali o amichevoli riservate a squadre nazionali maschili.
La selezione spagnola è tra le più vincenti al mondo, considerato il palmarès di valore assoluto che comprende sette edizioni del campionato europeo e due Coppe del Mondo.

## Storia
La Spagna, dopo essersi confermata campione d'Europa nel 1996 e nel 2001 oltre che campione del mondo nel 2000 e nel 2004 ha disputato un decennio straordinariamente positivo che ha portato le Furie Rosse alla vittoria nell'europeo 2005 in Repubblica Ceca, nell'europeo 2007 in Portogallo, nel 2010 in Ungheria, e nel 2012 in Croazia. Unica selezione a non essere mai scesa più in basso del terzo posto in tutte le edizioni del campionato europeo sinora disputate, è stata la prima selezione europea a vincere la Coppa del Mondo di calcio a 5. Nel mese di settembre del 2007 lo storico commissario tecnico della nazionale, Javier Lozano, annunciò il suo passaggio al club calcistico del Real Madrid come coordinatore generale della prima squadra, così ad ottobre la federazione spagnola decise di rimpiazzare il pluridecorato tecnico toledano con Venancio Lopéz.

Logo in uso fino al 2021

## Palmarès

### Campionati mondiali
- La squadra nazionale spagnola ha vinto due FIFA Futsal World Championship (2000, 2004), e ha raggiunto due volte la finale nel 1996 (disputata in Spagna) e nel 2008.

### Campionati europei
- La squadra nazionale spagnola ha vinto sette UEFA Futsal Championship (1996, 2001, 2005, 2007, 2010, 2012 e 2016), ed è giunta una settima volta in finale nel 1999 in Spagna sconfitta dalla Russia.

## Risultati nelle competizioni internazionali

### FIFA Futsal World Cup
- 1989 - Primo turno
- 1992 - Terzo posto (9-6 ai danni dell'Iran ad Hong Kong)
- 1996 - Secondo posto (sconfitto in finale dal Brasile per 6-4 a Barcellona)
- 2000 -  Campione del Mondo (4-3 al Brasile nella finale di Città del Guatemala)
- 2004 -  Campione del Mondo (2-1 all'Italia a Taiwan)
- 2008 - Secondo posto (sconfitto in finale dal Brasile per 6-4 d.c.r.)
- 2012 - Secondo posto (sconfitto in finale dal Brasile per 3-2 d.t.s.)
- 2016 - Quarti di finale (sconfitta per 6-2 dalla Russia)
- 2021 - Quarti di finale (sconfitta dalla nazionale portoghese per 4-2 dopo i tempi supplementari)
- 2024 - Ottavi di finale (sconfitta per 2-1 dal Venezuela)

### UEFA Futsal Championship
- 1996 -  Campione d'Europa (5-3 alla Russia nella finale di Cordova)
- 1999 - Secondo posto (sconfitta in finale dalla nazionale russa per 4-2 ai calci di rigore)
- 2001 -  Campione d'Europa (2-1 alla Ucraina nella finale di Mosca)
- 2003 - Terzo posto (sconfitta in semifinale per 2-1 dall'Italia)
- 2005 -  Campione d'Europa (2-1 alla Russia nella finale di Ostrava)
- 2007 -  Campione d'Europa (3-1 all'Italia nella finale di Porto)
- 2010 -  Campione d'Europa (4-2 al Portogallo nella finale di Debrecen)
- 2012 -  Campione d'Europa (3-1 alla Russia nella finale di Zagabria)
- 2014 - Terzo posto (sconfitta in semifinale per 4-3 dalla Russia)
- 2016 -  Campione d'Europa (7-3 alla Russia nella finale di Belgrado)
- 2018 - Secondo posto (sconfitta in finale dalla nazionale portoghese per 3-2 dopo i tempi supplementari)
- 2022 - Terzo posto (sconfitta 3-2 dal Portogallo)

## Rosa
Aggiornata alla Coppa del Mondo 2021
Allenatore:  Federico Vidal
| N. | Pos. | Giocatore            | Data di nascita/Età        | Squadra       |
| -- | ---- | -------------------- | -------------------------- | ------------- |
| 1  | POR  | Jesús Herrero        | 4 novembre 1986 (34 anni)  | Inter         |
| 2  | DIF  | Carlos Ortiz         | 3 ottobre 1983 (37 anni)   | Barcellona    |
| 3  | PIV  | Borja Díaz           | 19 agosto 1992 (29 anni)   | Inter         |
| 4  | DIF  | Marc Tolrà           | 27 gennaio 1991 (30 anni)  | Levante       |
| 5  | PIV  | Raúl Gómez           | 25 ottobre 1995 (25 anni)  | Inter         |
| 6  | PIV  | Francisco Solano     | 26 agosto 1991 (30 anni)   | Cartagena     |
| 7  | DIF  | Sergio González      | 30 giugno 1997 (24 anni)   | Valdepeñas    |
| 8  | PIV  | Adolfo Fernández     | 19 maggio 1993 (28 anni)   | Barcellona    |
| 9  | DIF  | Bebe                 | 28 maggio 1990 (31 anni)   | Cartagena     |
| 10 | PIV  | Adrián Martínez      | 3 ottobre 1986 (34 anni)   | O Parrulo     |
| 11 | PIV  | Chino                | 13 novembre 1991 (29 anni) | Valdepeñas    |
| 12 | POR  | Juanjo Agosto        | 19 agosto 1985 (36 anni)   | ElPozo Murcia |
| 13 | POR  | Dídac Plana          | 22 maggio 1990 (31 anni)   | Barcellona    |
| 14 | PIV  | Raúl Campos          | 17 dicembre 1987 (33 anni) | Palma         |
| 15 | DIF  | José Raya            | 8 maggio 1997 (24 anni)    | Inter         |
| 16 | DIF  | Miguel Ángel Mellado | 23 luglio 1999 (22 anni)   | Cartagena     |

## Tutte le rose

### Coppa del Mondo
Coppa del Mondo di calcio a 5 FIFA 19891 Prudencio Molina, 2 Juan Simón, 3 Sergio Bonilla, 4 Antonio Ferre, 5 Carlos Navarro, 6 Daniel Armora, 7 Santiago Valladares, 8 Mario González, 9 Rafael Durán, 10 José Iglesias, 11 Eduardo Sánchez, 12 Domingo Valencia, 13 Rafael Torres, CT: Teodoro Nieto
Coppa del Mondo di calcio a 5 FIFA 19921 Jesús Clavería, 2 Francisco Ledesma, 3 Pato, 4 Alberto De la Torre, 5 Vicentín, 6 Chavi Ladaga, 7 Álvaro Muñoz, 8 Julián Melero, 9 Francisco Moreno, 10 Carlos Sánchez, 11 Javier Lorente, 12 Miguel Armora, CT: Javier Lozano
Coppa del Mondo di calcio a 5 FIFA 19961 Jesús Clavería, 2 Julio García, 3 Santiago Herrero, 4 Fran Torres, 5 Vicentín, 6 Joan Linares, 7 Pato, 8 Javier Lorente, 9 Javier Sánchez, 10 Javier Rodríguez, 11 Arnaldo Ferreira, 12 Juanjo Barragán, CT: Javier Lozano
Coppa del Mondo di calcio a 5 FIFA 20001 Jesús Clavería, 2 Julio García, 3 Santiago Herrero, 4 Antonio Adeva, 5 Javier Orol, 6 Joan Linares, 7 Javier Rodríguez, 8 Kike Boned, 9 Javier Sánchez, 10 Paulo Roberto, 11 Alberto Riquer, 12 Luis Amado, 13 Guillermo Martín, 14 Daniel, 15 Ricardo Jiménez, CT: Javier Lozano
Coppa del Mondo di calcio a 5 FIFA 20041 Luis Amado, 2 Júlio García, 3 Jordi Torrás, 4 Francisco Serrejón, 5 Javier Orol, 6 Pipe, 7 Javier Rodríguez, 8 Kike Boned, 9 Andreu Linares, 10 Javier Limones, 11 Alberto Cogorro, 12 Rafael Fernández, 13 Paco Sedano, 14 Marcelo, CT: Javier Lozano
Coppa del Mondo di calcio a 5 FIFA 20081 Luis Amado, 2 Carlos Ortiz, 3 Javier Eseverri, 4 Jordi Torrás, 5 Fernandão, 6 Álvaro Aparicio, 7 Javier Rodríguez, 8 Kike Boned, 9 Andreu Linares, 10 Borja Blanco, 11 Marcelo, 12 Juanjo Angosto, 13 Cristian Domínguez, 14 Daniel, CT: Venancio López
Coppa del Mondo di calcio a 5 FIFA 20121 Cristian Domínguez, 2 Carlos Ortiz, 3 Jesús Aicardo, 4 Jordi Torrás, 5 Fernandão, 6 Álvaro Aparicio, 7 Miguelín, 8 Kike Boned, 9 Sergio Lozano, 10 Borja Blanco, 11 Lin, 12 Juanjo Angosto, 13 Rafael Fernández, 14 Alemão, CT: Venancio López
Coppa del Mondo di calcio a 5 FIFA 20161 Paco Sedano, 2 Carlos Ortiz, 3 José Ruiz, 4 Bebe, 5 Jesús Aicardo, 6 Fernandão, 7 Pola, 8 Mario Rivillos, 9 Sergio Lozano, 10 Alex Yepes, 11 Miguelín, 12 Juanjo Angosto, 13 Jesús Herrero, 14 Raúl Campos, CT: Venancio López
Coppa del Mondo di calcio a 5 FIFA 20211 Jesús Herrero, 2 Carlos Ortiz, 3 Borja Díaz, 4 Marc Tolrà, 5 Raúl Gómez, 6 Francisco Solano, 7 Sergio González, 8 Adolfo Fernández, 9 Bebe, 10 Adrián Martínez, 11 Chino, 12 Juanjo Angosto, 13 Dídac Plana, 14 Raúl Campos, 15 José Raya, 16 Miguel Ángel Mellado, CT: Federico Vidal
Coppa del Mondo di calcio a 5 FIFA 20241 Jesús Herrero, 2 Antonio Pérez, 3 Catela, 4 Tomaz Braga, 5 Boyis, 6 Raúl Gómez, 7 Francisco Cortés, 8 Adolfo Fernández, 9 Sergio Lozano, 10 Jesús Gordillo, 11 Chemi, 12 Dídac Plana, 13 Miguel Ángel Mellado, 14 Raúl Campos, CT: Federico Vidal

### Campionato europeo
Campionato europeo di calcio a 5 19961 Jesús Clavería, 2 Julio García, 3 Javier Limones, 4 Fran Torres, 5 Vicentín, 6 Santa, 7 Pato, 8 Lorente, 9 Javier Sánchez, 10 Paulo Roberto, 11 Antonio Adeva, 12 Juanjo Barragán, CT: Javier Lozano
Campionato europeo di calcio a 5 19991 Jesús Clavería, 2 Julio García, 3 Santiago Herrero, 4 Andreu Linares, 5 Vicentín, 6 Joan Linares, 7 Pato, 8 Javier Lorente, 9 Javier Sánchez, 10 Alberto Riquer, 11 Arnaldo Ferreira, 12 Luis Amado, CT: Javier Lozano
Campionato europeo di calcio a 5 20011 Jesús Clavería, 2 Guillermo Martín, 3 Luis Amado, 4 Antonio Adeva, 5 Kike Boned, 6 Julio García, 7 Javier Orol, 8 Daniel, 9 Javier Rodríguez, 10 Alberto Riquer, 11 Paulo Roberto, 12 Joan Linares, 13 Santiago Herrera, 14 Javier Sánchez, CT: Javier Lozano
Campionato europeo di calcio a 5 20031 Luis Amado, 2 Julio García, 3 Álvaro Aparicio, 4 Antonio Adeva, 5 Javier Orol, 6 Joan Linares, 7 Óscar Redondo, 8 Kike Boned, 9 Javier Sánchez, 10 Alberto Merino, 11 Miguel Ángel Cobeta, 12 Sergio Alonso, 13 Rafael Fernández, 14 Daniel, CT: Javier Lozano
Campionato europeo di calcio a 5 20051 Luis Amado, 2 Julio García, 3 Jordi Torrás, 4 Francisco Serrejón, 5 Javier Orol, 6 Marcelo, 7 Javier Rodríguez, 8 Kike Boned, 9 Andreu Linares, 10 Javier Limones, 11 Alberto Cogorro, 12 Rafael Fernández, 13 Paco Sedano, 14 Daniel, CT: Javier Lozano
Campionato europeo di calcio a 5 20071 Luis Amado, 2 Carlos Ortiz, 3 Javier Eseverri, 4 Jordi Torrás, 5 Juan Ignacio Werner, 6 Álvaro Aparicio, 7 Javier Rodríguez, 8 Kike Boned, 9 Andreu Linares, 10 Borja Blanco, 11 Marcelo, 12 Juanjo Angosto, 13 Cristian Domínguez, 14 Daniel, CT: Venancio López
Campionato europeo di calcio a 5 20101 Luis Amado, 2 Carlos Ortiz, 3 Javier Eseverri, 4 Jordi Torrás, 5 Fernandão, 6 Álvaro Aparicio, 7 Javier Rodríguez, 8 Kike Boned, 9 Juanra Calvo, 10 Borja Blanco, 11 Lin, 12 Juanjo Angosto, 13 Cristian Domínguez, 14 Daniel, CT: Venancio López
Campionato europeo di calcio a 5 20121 Luis Amado, 2 Carlos Ortiz, 3 Sergio Lozano, 4 Jordi Torrás, 6 Álvaro Aparicio, 8 Kike Boned, 9 Rafael Usín, 10 Borja Blanco, 11 Lin, 12 Juanjo Angosto, 13 Cristian Domínguez, 14 Alemão, 15 Miguelín, 16 Jesús Aicardo, CT: Venancio López
Campionato europeo di calcio a 5 20141 Rafael Fernández, 2 Carlos Ortiz, 3 José Ruiz, 4 Jordi Torrás, 5 Jesús Aicardo, 6 Fernandão, 7 Pola, 8 Miguelín, 9 Sergio Lozano, 10 Rafael Usín, 11 Lin, 12 Juanjo Angosto, 13 Jesús Herrero, 14 Raúl Campos, CT: Venancio López
Campionato europeo di calcio a 5 20161 Paco Sedano, 2 Carlos Ortiz, 3 José Ruiz, 4 Mario Rivillos, 5 Bebe, 6 Rafael Usín, 7 Pola, 8 Lin, 9 Álex Yepes, 10 Andrés Alcántara, 11 Miguelín, 12 Juanjo Angosto, 13 Jesús Herrero, 14 Raúl Campos, CT: Venancio López
Campionato europeo di calcio a 5 20181 Paco Sedano, 2 Carlos Ortiz, 3 Marc Tolrà, 4 Bebe, 5 Adolfo Fernández, 6 Francisco Solano, 7 Pola, 8 Lin, 9 Sergio Lozano, 10 Rafael Usín, 11 Miguelín, 13 Jesús Herrero, 14 Álex Yepes, 15 Joselito, CT: Venancio López
Campionato europeo di calcio a 5 20221 Jesús Herrero, 2 Carlos Ortiz, 3 Borja Díaz, 4 (Esteban Cejudo), 5 Boyis, 6 Raúl Gómez, 7 Catela, 8 Adolfo Fernández, 9 Sergio Lozano, 10 Cecilio Morales, 11 Chino, 12 Dídac Plana, 13 Miguel Ángel Mellado, 14 Raúl Campos, 16 Francisco Solano, CT: Federico Vidal

## Allenatori
| Allenatore           | Periodo   | Partite | Vittorie | Pareggi | Sconfitte | Gol fatti | Gol subiti | % Vittoria |
| -------------------- | --------- | ------- | -------- | ------- | --------- | --------- | ---------- | ---------- |
| Teodoro Nieto        | 1982-1989 | 35      | 20       | 5       | 10        | 108       | 89         | 57%        |
| Felipe Ojeda "Trona" | 1990-1991 | 16      | 5        | 4       | 7         | 61        | 65         | 31%        |
| Fernández Doforno    | 1994      | 5       | 3        | 0       | 2         | 28        | 19         | 60%        |
| Javier Lozano        | 1991-2007 | 201     | 175      | 15      | 11        | 1030      | 298        | 86%        |
| Venancio López       | 2007-2018 | 76      | 68       | 8       | 0         | 399       | 78         | 89%        |
| Federico Vidal       | 2018-2024 |         |          |         |           |           |            |            |
| Totale               | 1982-2011 | 333     | 271      | 32      | 30        | 1626      | 549        | 81%        |

- Fernández Doforno ha allenato solamente durante il 5º Torneo FIFA a Milano nel 1994.